# Mercedes-AMG CLS-Клас
Mercedes-AMG CLS-Клас — це спортивні автомобілі бізнес-класу, що вироблялися тюнінговим ательє Mercedes-AMG на основі серійних моделей Mercedes-Benz CLS-Класу. 

## Mercedes-Benz C219 AMG (2004-2010)
Mercedes-AMG створив дві версії автомобіля, перша, CLS 55 AMG вийшла разом з базовою моделлю в 2004-му році і оснащувалася 5439 см³ нагнітаючим мотором М113 потужністю 476 к.с. (350 кВт) при 6100 об/хв. 
Після заміни мотора в 2006-му році, на новий модель стала називатись CLS 63 AMG з 6208 см³ мотором М156 потужністю 514 к.с. (375 кВт) при 6800 об/хв і семиступінчастою АКПП 7G-tronic. 
У 2008 році модель оновили разом з базовою версією. CLS 63 AMG випускалася аж до завершення виробництва у 2010-му році.

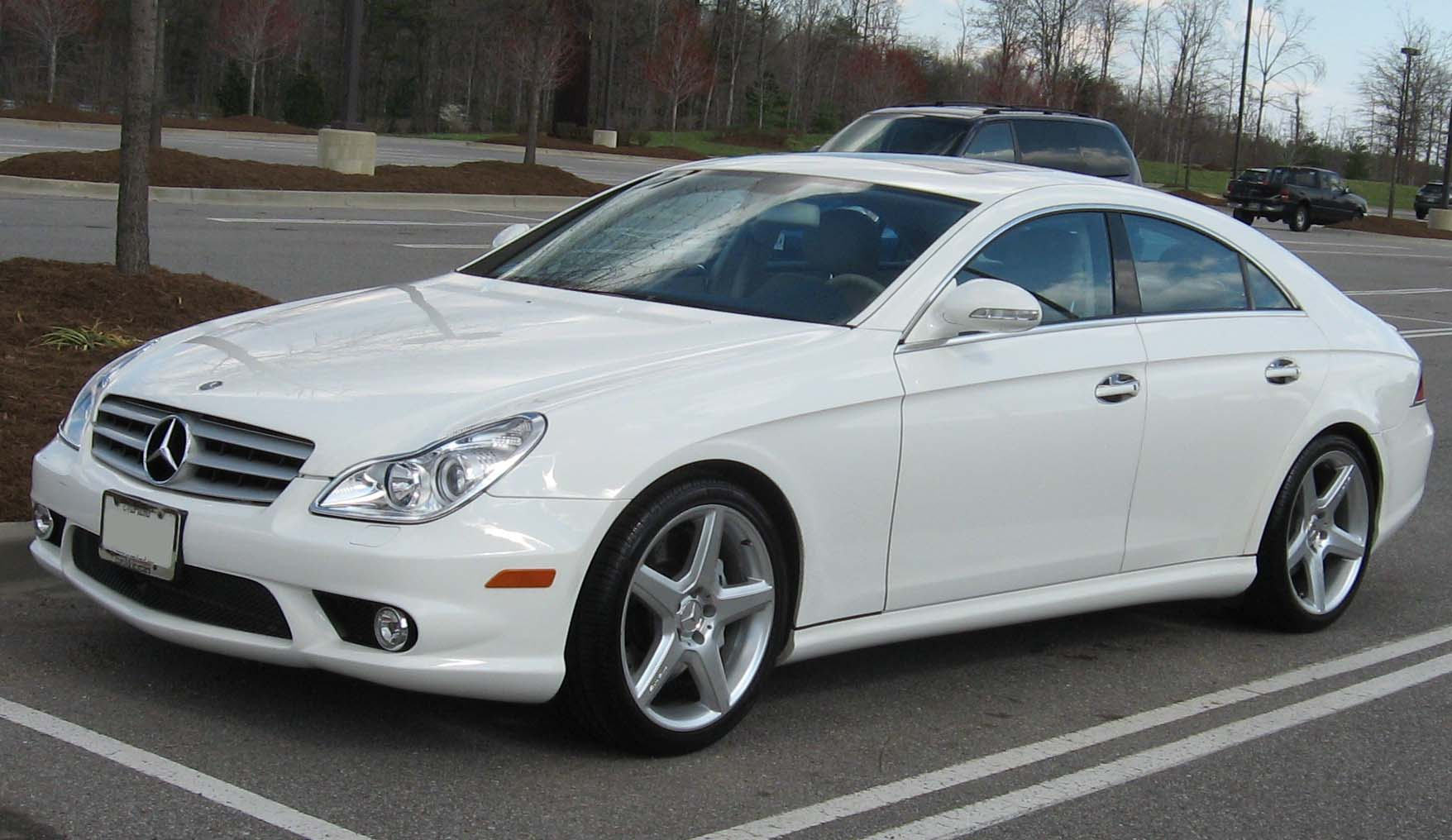
Mercedes-Benz CLS 55 AMG (2004-2006)
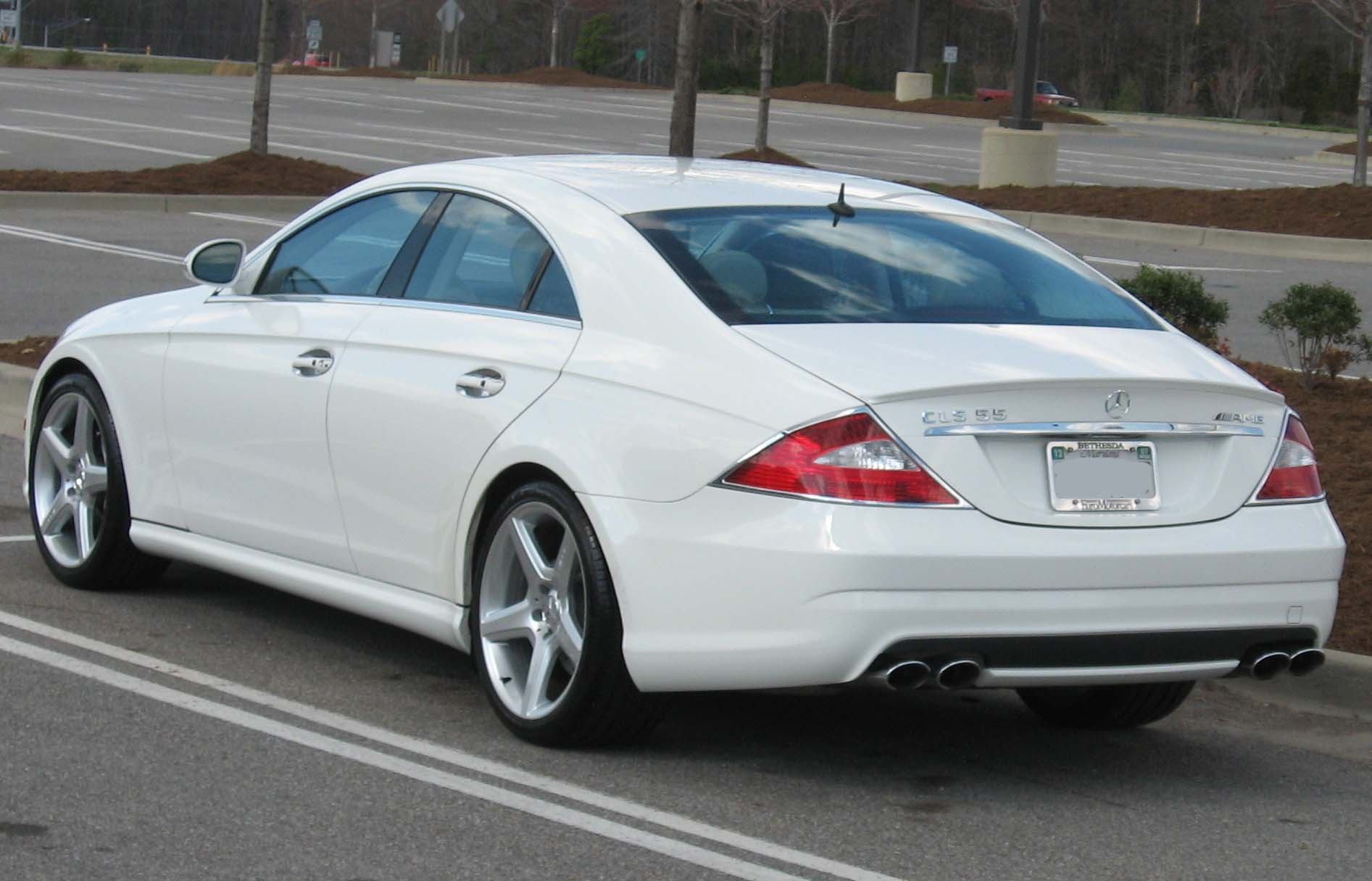
Mercedes-Benz CLS 55 AMG (2004-2006)
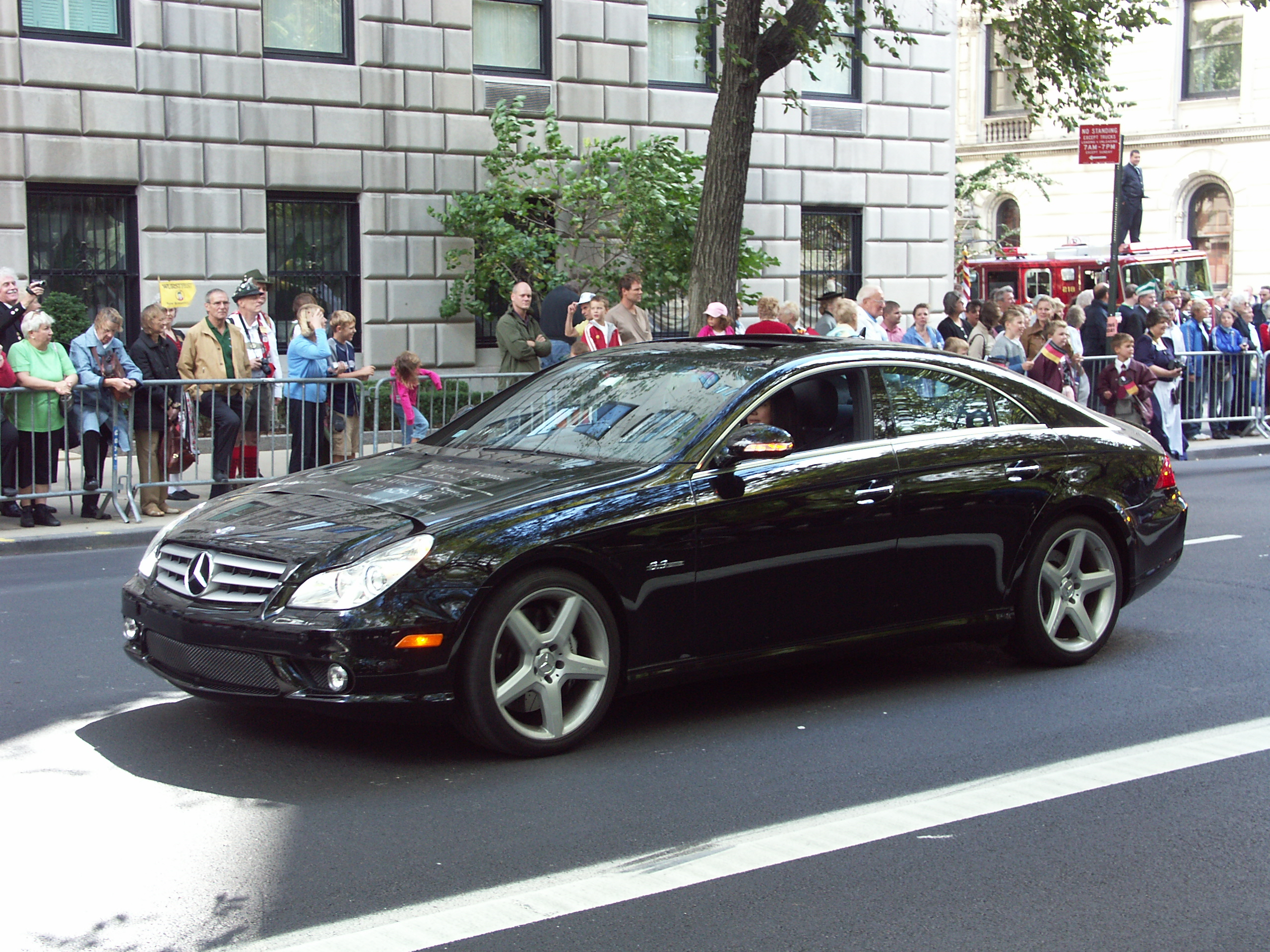
Mercedes-Benz CLS 63 AMG (2006-2008)
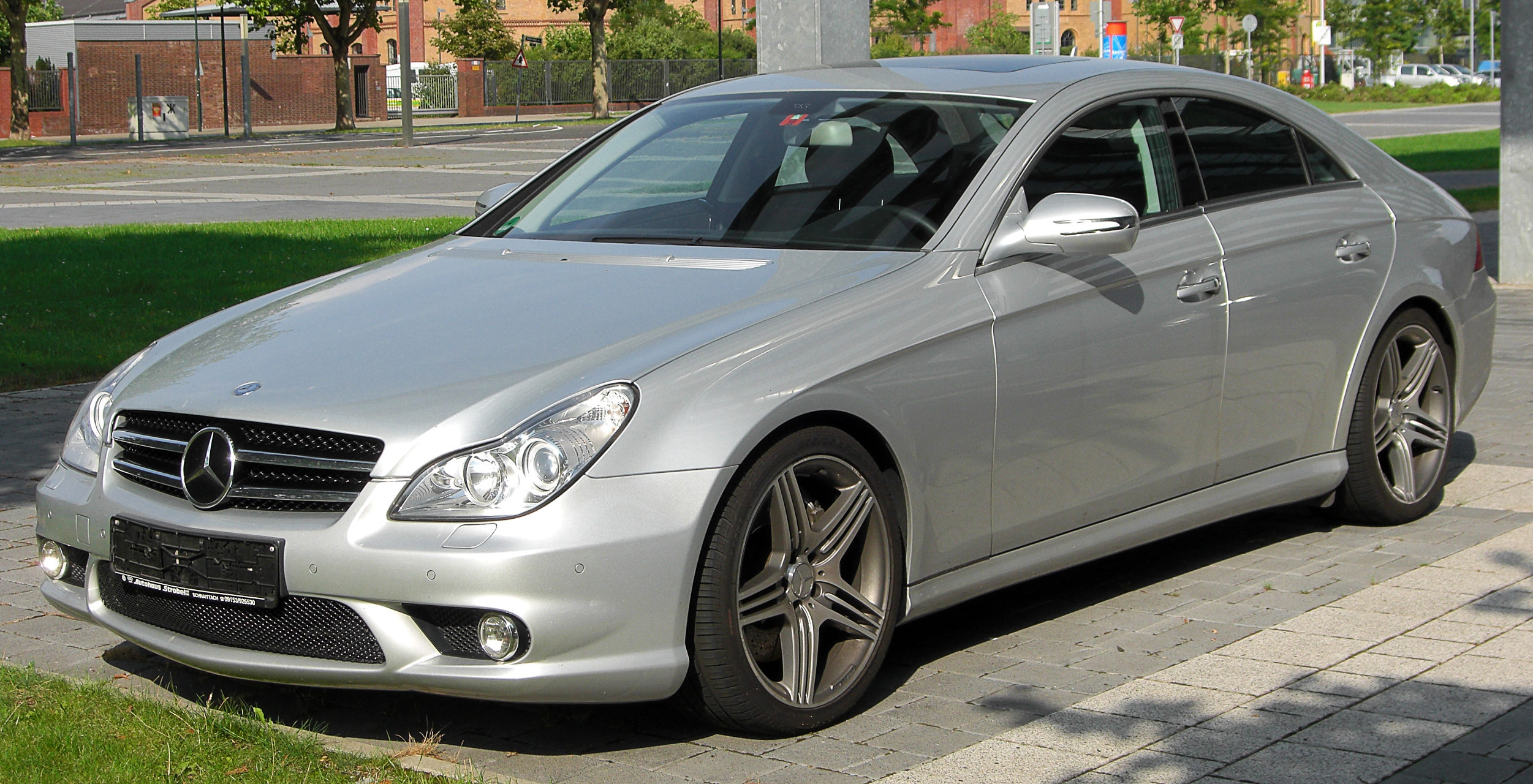
Mercedes-Benz CLS 63 AMG (2008-2010)
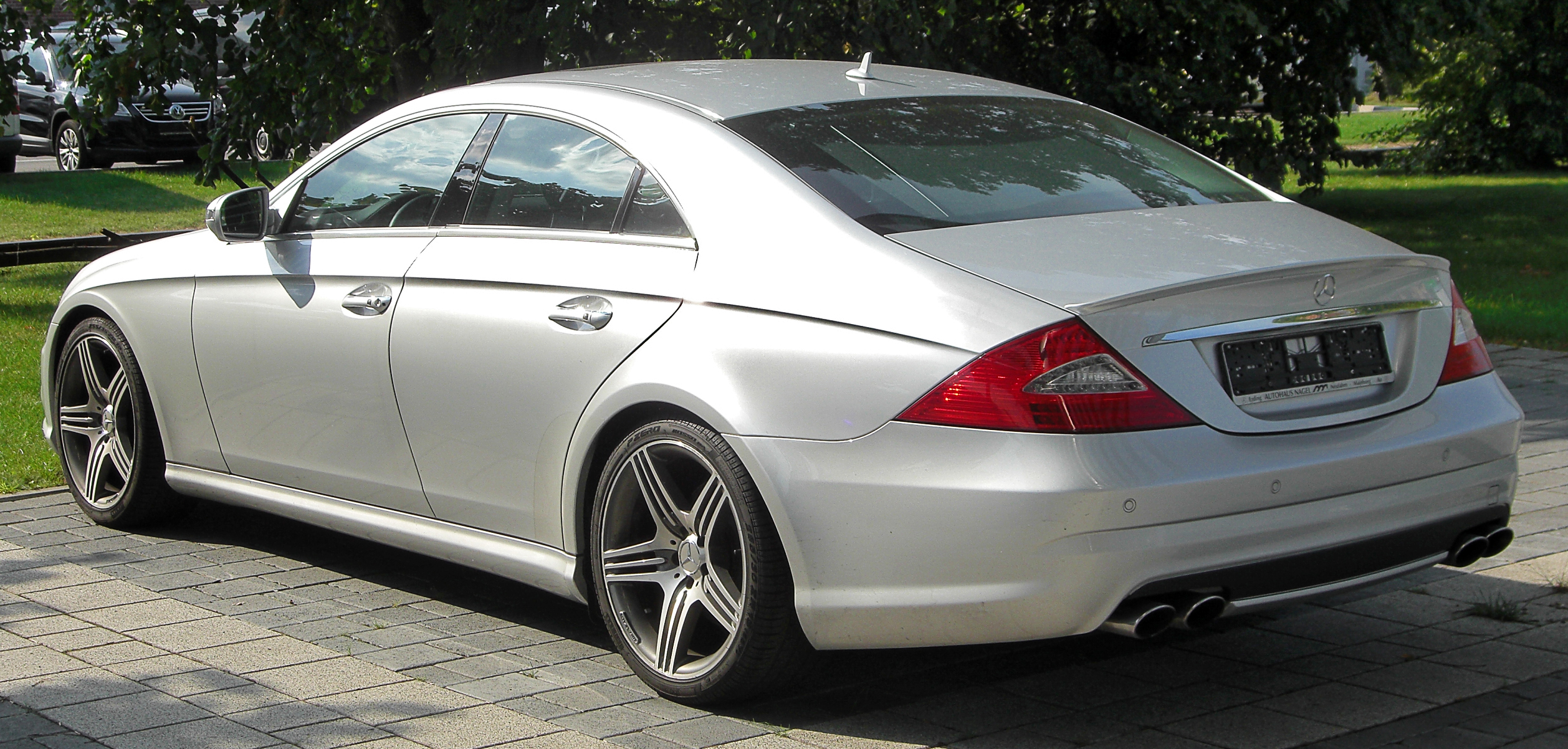
Mercedes-Benz CLS 63 AMG (2008-2010)

## Mercedes-Benz C218 AMG (2011-2018)

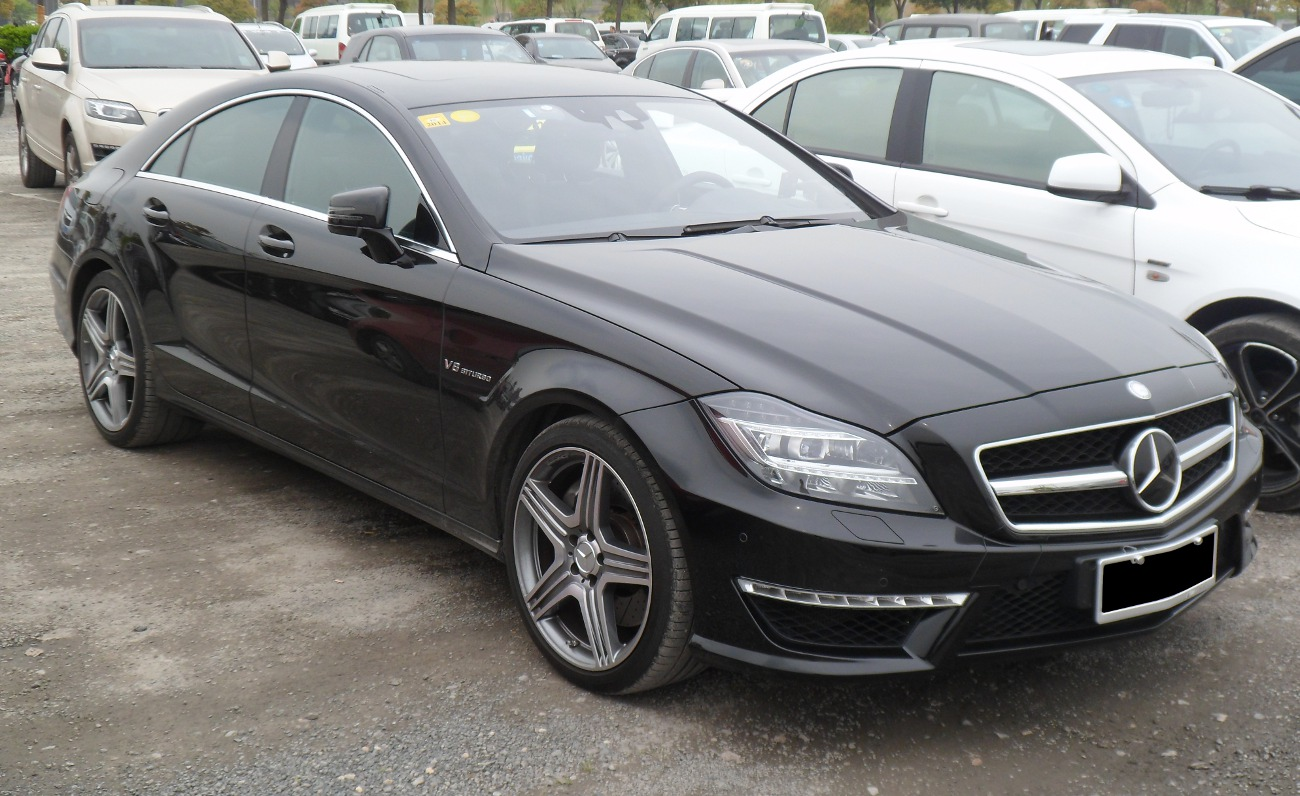
Mercedes-Benz CLS 63 AMG

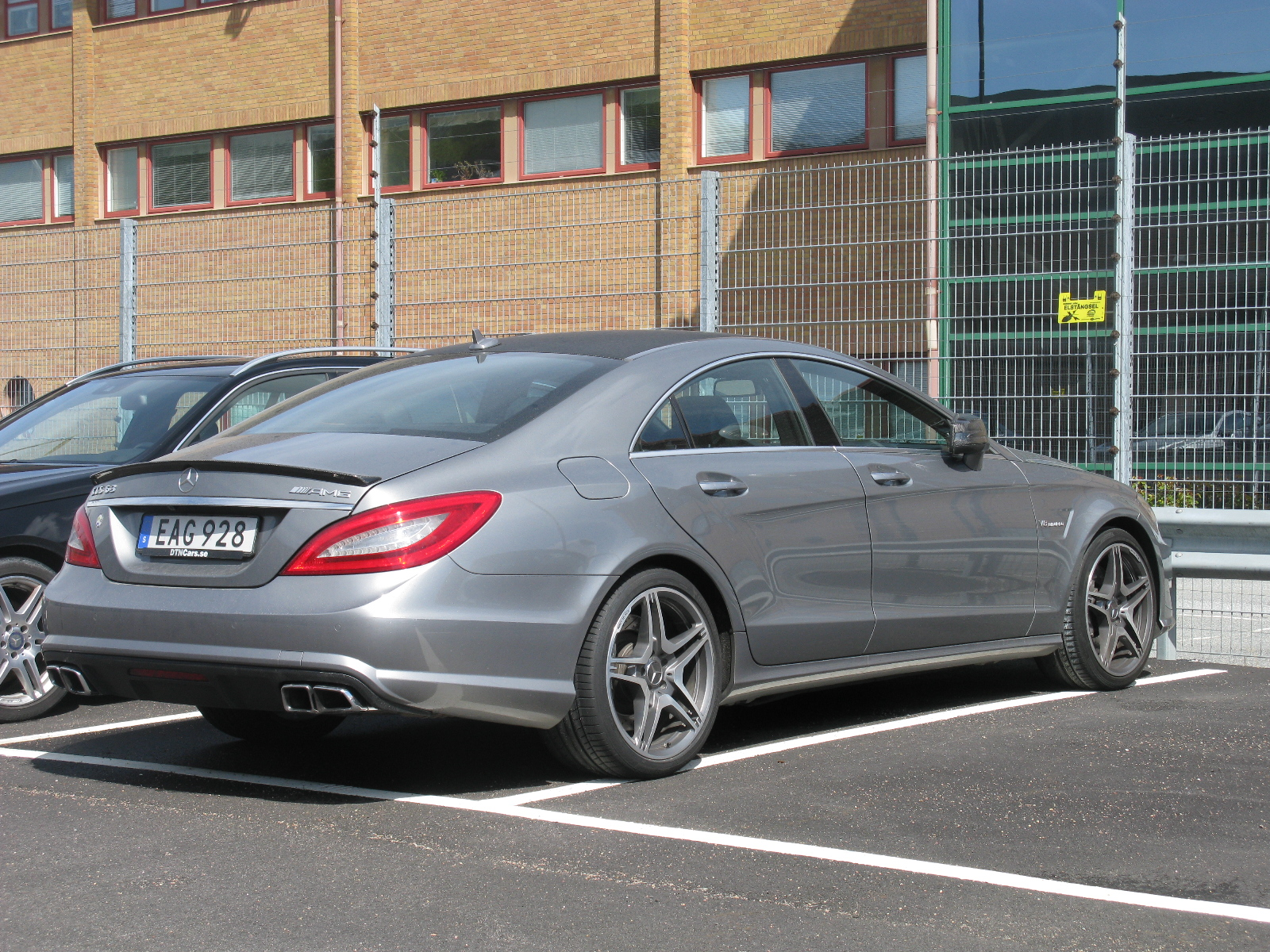
Mercedes-Benz CLS 63 AMG

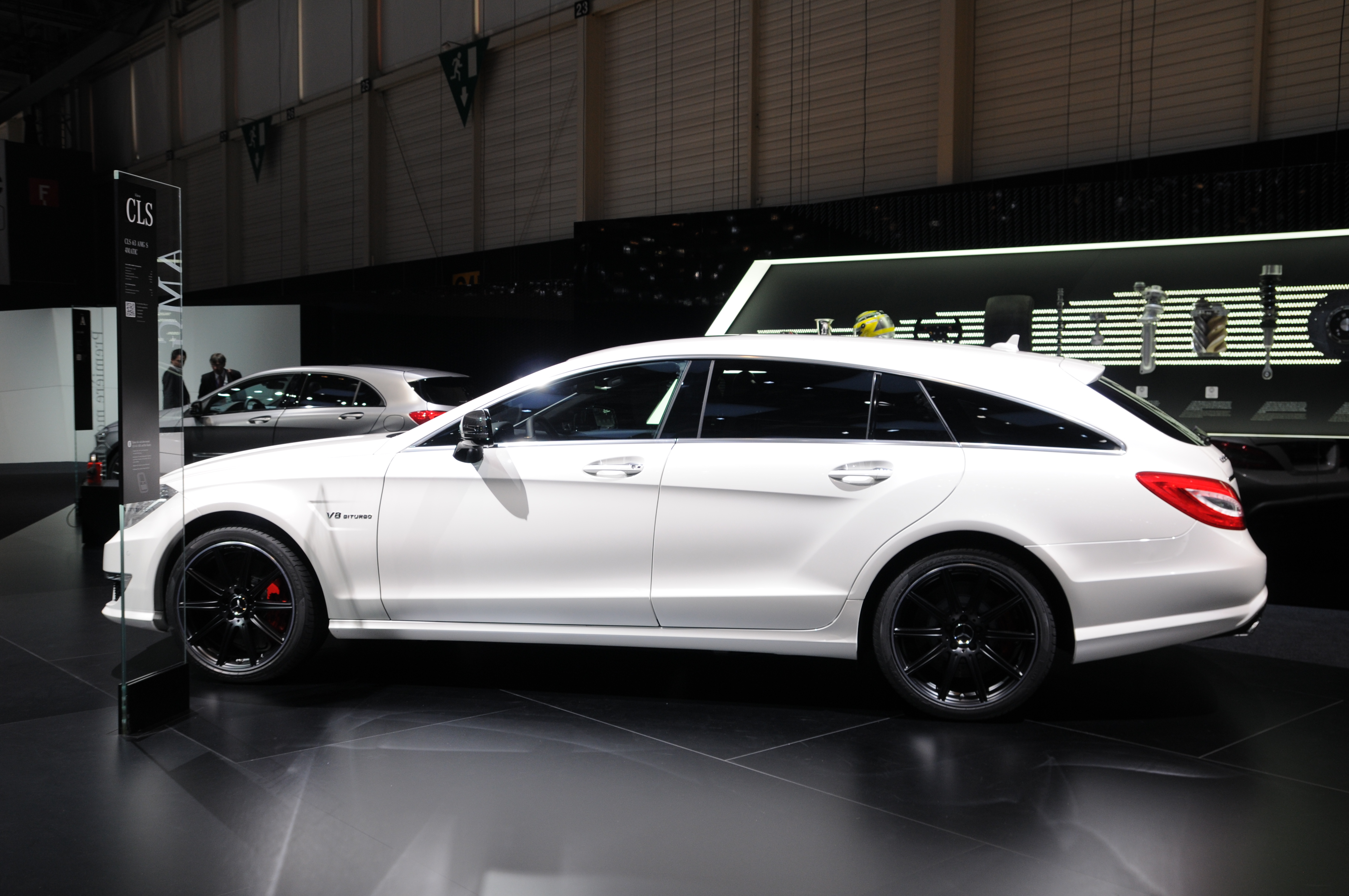
Mercedes-Benz CLS 63 AMG Shooting Break

Mercedes-Benz на автосалоні в Лос-Анджелесі представила «заряджену» версію CLS другого покоління - CLS 63 AMG. Автомобіль буде оснащений 5,5 л «бітурбовісімкою» M157 потужністю 525 к.с. і обертовим моментом 700 Нм агрегатований з семиступінчастою роботизованою КПП AMG Speedshift MCT. Також буде доступний спорт-пакет AMG «Performance Package». З встановленим спорт-пакетом потужність двигуна збільшиться до 558 к.с., а максимальний обертовий момент до 800 Нм. Динамічні характеристики поки не повідомляються. Автомобіль розганяється до 97 км/год за 4,4 с, а із спорт-пакетом AMG - за 4,3 с. Максимальна швидкість дорівнює 250 і 300 км/год для стандартного CLS 63 AMG і зі спорт-пакетом відповідно.
Підвіска може похвалитися активною змінним кліренсу залежно від дорожньої ситуації, завдяки заднім пневмоелементам (спереду - звичайні сталеві пружини). Амортизатори адаптивні, електроннокеровані. Є три настройки жорсткості: Comfort, Sport і Sport Plus. Крім того для більшої стійкості була збільшена передня колія на 24 мм і замінений стандартний електропідсилювач кермового управління електрогідравлічним, який налаштовує «різкість» керма виходячи з обраного алгоритму роботи амортизаторів. На всіх колесах встановлені 360-мм дискові перфоровані вентильовані гальмівні диски.
Крім того CLS 63 AMG отримає більш агресивну зовнішність і модернізований інтер'єр, в якому з'являться спортивні сидіння, кермове колесо меншого діаметра і карбонові елементи обробки. Також з'явиться комплектація Launch Edition, яка відрізняється матовим забарвленням кузова «Manganit Gray Magno» і більш шикарним оформленням інтер'єру.
На автосалоні в Парижі 2012 року представлена версію універсал під назвою Mercedes-Benz CLS 63 AMG Shooting Break. 
У 2013 році з'явилася найпотужніша серійна версія чотирьохдверного спорткупе — CLS 63 S AMG. Бітурбовісімка з трьома клапанами на циліндр мала підвищену до 585 сил. потужність, а  крутний момент становив вже не 700 Нм, а 800. Розгін цього авто до сотні займає 3.6 секунди.

## Mercedes-Benz C257 AMG (2018-2023)

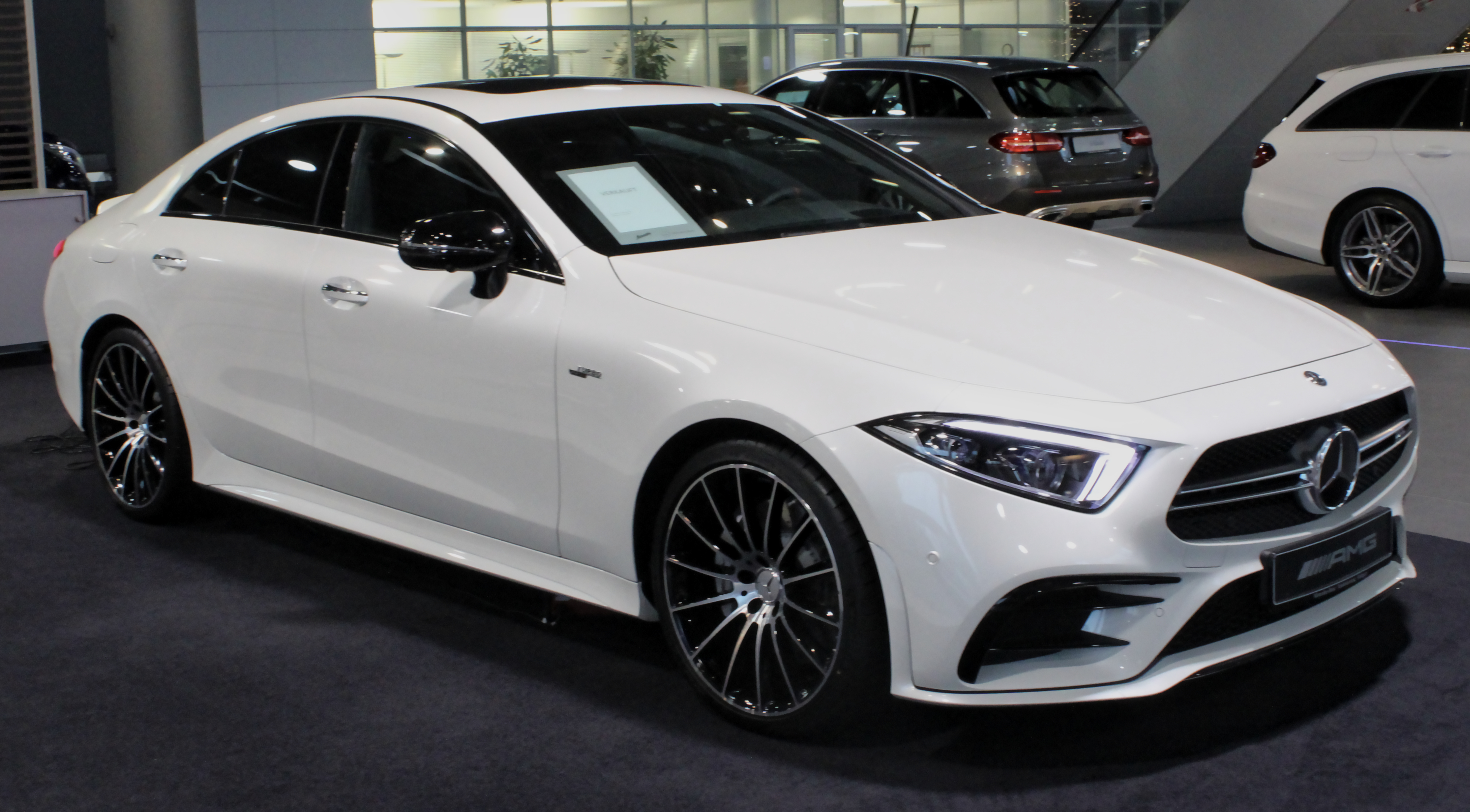
Mercedes-Benz CLS 53 AMG

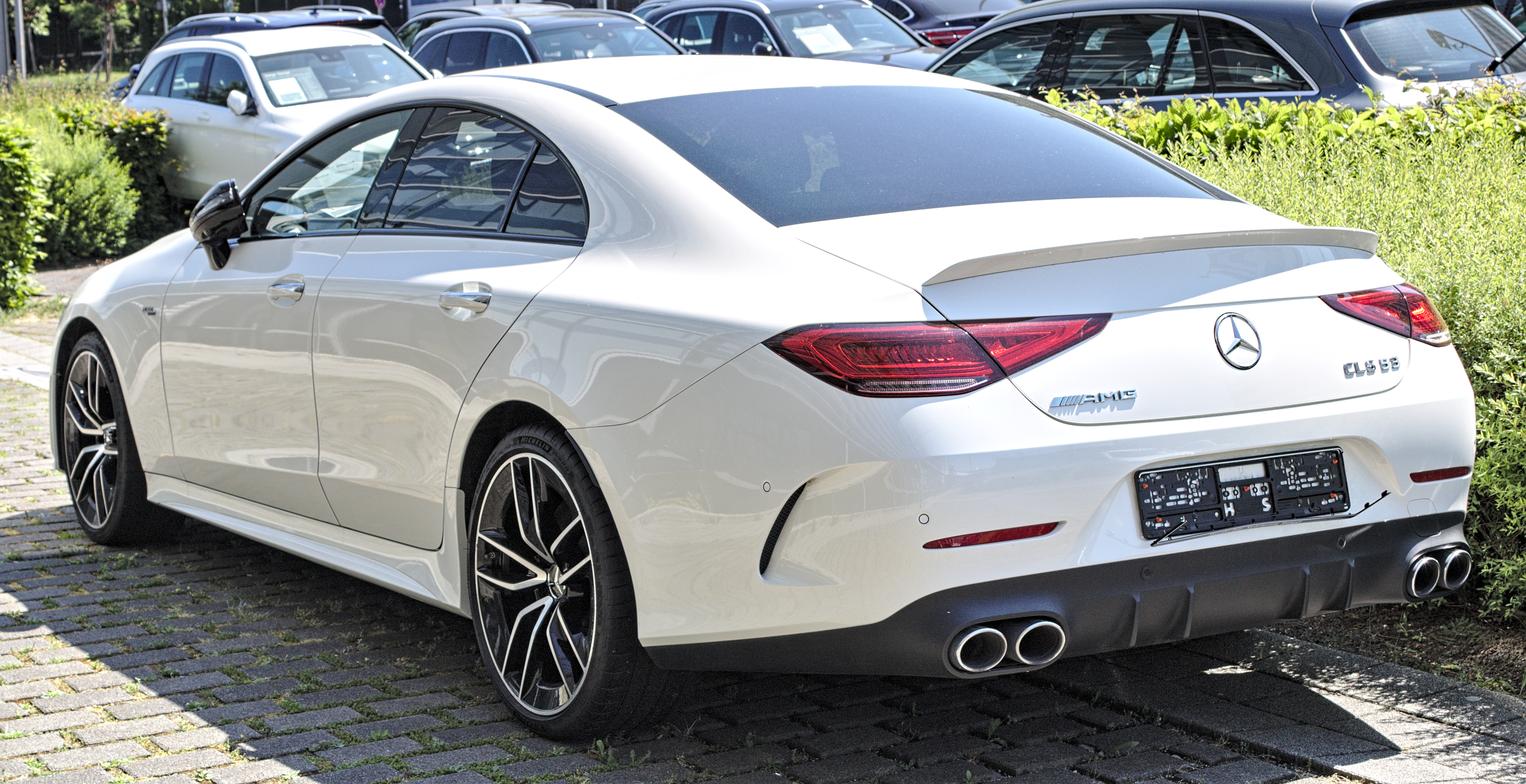

На відміну від колишнього покоління, топова AMG-версія не буде використовувати двигун V8. Найпотужнішою моделлю в гамі за задумом компанії виробника є гібридна модифікація Mercedes-AMG CLS 53, яку оснастили силовою установкою з шестицилиндровим 3,0-літровим турбованим двигуном і електромотором. Сумарна потужність складе 435 кінських сил.

### Двигуни
- 3.0 л M 256 E 30 LA I6 turbo + електродвигун 435 + 22 к.с. 520 + 250 Нм